# Mesnil-sous-Vienne

Mesnil-sous-Vienne este o comună în departamentul Eure, Franța. În 1 ianuarie 2022 avea o populație de 101 de locuitori.